# Waffenschmuggler von Kenya
Waffenschmuggler von Kenya, auch Die Waffenschmuggler von Kenia (Originaltitel Sundown), ist ein US-amerikanisches Weltkriegsdrama aus dem Jahr 1941 unter der Regie von Henry Hathaway. Die Geschichte beruht auf der Erzählung Sundown von Barré Lyndon, die in den Monaten Januar/Februar 1941 in der Saturday Evening Post veröffentlicht wurde. Zia (Gene Tierney) hilft als englische Agentin, die sich als arabische Händlerin tarnt, dem Zivilkommissar (Bruce Cabot) in Britisch-Ostafrika, einen Aufstand Einheimischer zu verhindern.
Der von Walter Wanger Pictures für United Artists produzierte Film wurde in Deutschland von Constantin Film vertrieben.

## Handlung
Aus Manieka, einem kleinen isolierten Außenposten in Britisch-Ostafrika, Protektorat Kenya an der somalisch-abessinischen Grenze, schickt Zivilkommissar William Crawford ein Telegramm an den Gouverneur von Nairobi, worin er um Urlaub bittet. Er möchte die Zeit nutzen, um die Sitten des Stammes der einheimischen Shenzi zu studieren. Lieutenant Roddy Turner, der besorgt ist über kursierende Gerüchte, dass es Schwierigkeiten mit den Shenzi geben werde, schickt ein zweites Telegramm an den Gouverneur mit seiner Einschätzung der Lage, worin er dem Gouverneur nahelegt, Crawfords Anfrage negativ zu beantworten. Der Gouverneur reagiert in der Weise, dass er die Leitung des Außenpostens an Major Al Coombes überträgt. Dieser übt sogleich Kritik an der laxen Art, mit der Crawford den Außenposten führt. Auch stößt er sich daran, dass es dem italienischen Kriegsgefangenen Pallini erlaubt ist, für die Offiziere zu kochen. Coombes hat den Auftrag, über ein erbeutetes Gewehr, den Lieferanten ausfindig zu machen, der den aufständischen Eingeborenen Waffen zur Verfügung stellt. Unter Bill Crawfords und Lt. Turners Kommando sollen die Shenzi angegriffen werden. Dabei büßt Kipsang, ein mit Crawford befreundeter Askari, sein Leben ein, um ein Gewehr von den Shenzi zu erbeuten. Crawford und Turner sind alarmiert, da sie nun mit einem Gegenangriff der Shenzi rechnen müssen.
In diese unruhige Zeit platzt Zia, die schöne Tochter des verstorbenen arabischen Großhändlers Abu Khali mit ihrer Kamel-Karawane. Des Weiteren treffen in Manieka auch Kuypens, ein niederländischer Mineraloge, der bisher für die italienische Regierung tätig war, und Dewey, ein amerikanischer Chemiker ein. Kuypens hat seine Dienste den Briten angeboten.
Da Pallini Geburtstag hat, hat Coombes die Regeln für Gefangene gelockert und zu seinen Ehren wird ein Fest gefeiert, das durch die außergewöhnlich schöne und charmante Zia gekrönt wird. Die fröhliche Feier wird jedoch urplötzlich durch einen Angriff der Shenzi unterbrochen. Sie scheinen es besonders auf Crawford abgesehen zu haben. Als ein Spiegel zu Bruch geht, verrät das die Angreifer. Zia, die Crawford warnen wollte, wird verletzt. Mit vereinten Kräften gelingt es den Angegriffenen jedoch, die Shenzi über einen Fluss zurückzudrängen. Crawford vermutet, dass der Waffenhändler Abdi Hammud ebenfalls seine Finger im Spiel hat. Als Zia mit Kuypens allein ist, sagt sie ihm auf den Kopf zu, dass sie glaube, dass er ein Agent des Feindes sei. Kuypens will daraufhin, dass Zia Manieka mit ihm zusammen verlässt und ihn unterstützt. Die schöne Frau willigt zum Schein ein. Sie möchte, dass Pallini Crawford über Kuypens aufklärt und ihn vor ihm warnt, bevor er das jedoch noch tun kann, wird er von Kuypens getötet.
Durch ein eintreffendes Telegramm ist es Crawford und Coombes möglich, Kuypens als Waffenhändler zu identifizieren. Zu einer Festnahme kommt es jedoch nicht, da Kuypens überstürzt aufgebrochen ist. Zurückgelassen hat er Stein- und Erzproben. Bei deren Untersuchung stellt sich heraus, dass sie aus dem nahen Kratersee stammen müssen, der sich auf dem Territorium der Shenzi befindet. Crawford gelangt unerkannt zum Kratersee und beobachtet dort, wie aus einem Wasserflugzeug Waffen und Munition entladen werden. Die von ihm über Funk angeforderte Hilfe kommt jedoch zu spät, da Kuypens Crawford entdeckt hat und gefangen nimmt und zusammen mit Zia, die er als Geisel bei sich hat, in eine Zelle steckt. Zia Kamel-Karawane wird von ihm außerdem gezwungen, Waffen ins Territorium der Shenzi zu schaffen. Als Kuypens seine Leute zu einem zweiten Einsatz schickt, stellt sich bei deren Rückkehr heraus, dass sich in den arabischen Kostümen britische Soldaten befinden. Es kommt zu einem wilden Handgemenge zwischen ihnen und Kuypens und seinen Anhängern. Dabei wird Coombes, der sich ebenfalls als Mitglied der Karawane verkleidet hat, schwer verletzt. Bevor er stirbt, gelingt es ihm jedoch noch, Kuypens zu erschießen.
Wieder zurück in London werden Crawford und Zia in einer von einer Bombe verwüsteten Kirche von Bischof Coombe, Al Coombes Vater, getraut, der zu diesem Anlass auch die letzten Worte seines Sohnes wiederholt, dass er daran glaube, dass England siegreich sein werde.

## Produktion und Hintergrund
Die Dreharbeiten begannen am 16. Juni und waren Anfang August 1941 beendet. Die Filmaußenaufnahmen entstanden am Shiprock und weiteren Standorten in New Mexico, in der Mojave-Wüste, in Kalifornien und am Crater Lake in Oregon. Premiere hatte der Film am 16. Oktober 1941 in Los Angeles. Am 31. Oktober 1941 lief er dann allgemein in den Kinos der USA an. In der Bundesrepublik Deutschland wurde der Film erstmals am 26. Januar 1951 gezeigt, in Österreich am 7. Dezember 1951. Der Film lief in der Bundesrepublik Deutschland auch unter dem Titel Die Waffenschmuggler von Kenia.
Im Vorspann von Waffenschmuggler von Kenya heißt es: „Überall auf der Welt dienen Männer mit Mut und im Glauben. Ihnen ist dieser Film gewidmet.“ Laut Hollywood Reporter wurde der Regisseur Henry Hathaway von Paramount Pictures für den Film ausgeliehen. Wanger erhielt Gene Tierney für die Hauptrolle von 20th Century Fox unter der Bedingung, dass das Studio im Gegenzug einen ihrer Stars an Century verleiht. Woody Strode, auch als Woodrow Strode geführt, gab in diesem Film sein Leinwanddebüt. Strode war auch ein begabter Footballspieler, der zusammen mit Kenny Washington der erste Afro-Amerikaner war, der in der National Football League spielte.
Für die damals 21-jährige Gene Tierney diente der Film als Aushängeschild für ihre künftige Arbeit, der auch die oft zitierte Aussage von Darryl F. Zanuck rechtfertigte, dass sie „zweifellos die schönste Frau in der Filmgeschichte“ sei. Tierney war nicht sehr angetan davon, für drei Wochen in New Mexico drehen zu müssen, da sie gerade frisch mit dem Modedesigner Oleg Cassini verheiratet war. In ihrer 1980 erschienenen Autobiografie äußerte sich die Schauspielerin, wie einsam sie sich so weit weg von ihrem Ehemann gefühlt habe und wie schwierig die Bedingungen bei den Dreharbeiten gewesen seien. Auch habe sie die drückende Hitze und den Gestank der Kamele kaum ertragen können. Die Werbung im Vorfeld von Sundown konzentrierte sich sehr auf Tierney und auf die zahlreichen exotischen, extra für sie entworfenen Kostüme.
Im Film wird zwar angedeutet, dass es sich bei dem Gegner um Nazis und deutsche Streitkräfte handelt, jedoch werden sie nie explizit benannt (die Vereinigten Staaten waren noch nicht in den Krieg eingetreten). Das Budget für Sundown lag bei 1,2 Mio. $, trotz einiger negativer Kritiken, wurde der Film an den Kinokassen ein respektabler Erfolg.

## Kritik
Film Daily lobte den Film für „seine politische Neutralität“ und stellte fest, dass zwar bekannt sei, dass der Feind Deutschland sei, im Film jedoch keine Namen oder Nationalitäten erwähnt werden würden, sodass es keine Möglichkeit gäbe, bei Meinungsverschiedenheiten über die Propaganda zu punkten.
Varietys Reaktion auf den Film war eher „lauwarm“, man sprach von einem „abenteuerlichen Melodram in einem kolonialen Außenposten der British East Africa“ und einer „interessanten Geschichte eigener Art“.
In der New York Times bemängelte Theodore Strauss Wangers „antifaschistische Rhetorik“. Der Kritiker äußerte sich zwar lobend über Gene Tierneys Leistung, merkte jedoch an, dass sie inmitten der Lehmhütten des Dorfes, in einem Glanz lebe, der eher in ein Hollywood-Set passe. Die erfundene Geschichte über Intrigen unter afrikanischen Schwarzen und von tapferen Helden, sei lächerlich.
Für Glenn Erickson von DVD und Savant hatte der Film eine „interessante Besetzung“, darüber hinaus erweise sich Sundown als „viel intelligenter als erwartet“. Der Film wurde insgesamt mit dem Urteil „Exzellent“ bedacht.
Andrew Wick von The Stop Button hielt Sundown überwiegend für ausgezeichnet. Hathaway verschachtele eine Kolonial-Abenteuer-Geschichte mit einem Weltkrieg-Propagandastück und New Mexico stehe für Kenia. Es sei ein interessanter Kriegsfilm, weil er nicht irgendwelche Amerikaner zeige. Am Ende lasse die Qualität des Films jedoch nach.
Das Lexikon des internationalen Films tat den Film mit den Worten ab: „Naiver Abenteuerfilm mit einigen guten Landschaftsaufnahmen.“

## Auszeichnungen
1942 war Waffenschmuggler in Kenya in drei Kategorien für einen Oscar nominiert:
- a) Charles Lang in der Kategorie „Beste Kamera“ (Schwarzweißfilm). Der Oscar ging an Arthur C. Miller und die Literaturverfilmung Schlagende Wetter.
- b) Alexander Golitzen und Richard Irvine in der Kategorie „Bestes Szenenbild“ (Schwarzweißfilm). Die Auszeichnung erhielten Richard Day, Nathan Juran und Thomas Little und wiederum der Film Schlagende Wetter.
- c) Miklós Rózsa in der Kategorie „Beste Filmmusik“ (Drama). Die Trophäe ging an Bernard Herrmann und den Fantasyfilm Der Teufel und Daniel Webster.[11]